# 小島三奈
小島 三奈（こじま みな、1983年3月19日 - ）は、日本のAV女優、ピンク映画女優。
他の名義に小島 美奈（こじま みな）、及川 ひな多（おいかわ ひなた）、中村 優花（なかむら ゆうか）、久住 みはる（くすみ みはる）等がある。
北海道出身。血液型:O型。身長:158cm、スリーサイズ:B90（F）・W58・H85。
フラワープロダクション→ウイナーズアソシエーション→バンビプロモーションに所属していた。

## 略歴・人物
2002年頃からお菓子系雑誌や週刊誌グラビアなどで活動を始める。バレエ仕込みの筋肉質かつ柔軟性のあるボディーが持ち味。
及川ひな多の名義は、主にFAプロ作品で使用していた名義。2006年からはスタジオR専属モデルとなり、こちらでは久住みはる名義を使用した。

## 小島三奈
2002年
- 女子校生 主将狩り（11月15日、ネクストイレブン）
- 女子校生れず 先輩と私 43（11月28日、U&K）

2003年
- 飼育 第九章（6月6日、隼エージェンシー）
- 巨乳女教師（6月10日、隼エージェンシー）
- オナニスト [第四章]（7月8日、隼エージェンシー）
- 体感ファック if...chapter X2 妄想（7月18日、桃太郎映像出版）
- ガキえじき 我鬼餌食（7月30日、SUPER DEVIL）
- 近親調教アドベンチャー 女系家族DPG（8月8日、日本メディアサプライ）
- 綺麗な牝を飼いませんか（11月12日、隼エージェンシー）

2004年
- いじめられっ娘 07 ライブハウス編（1月16日、ビッグモーカル）
- エロチックバレリーナ（1月22日、ヒビノ）
- 熟れた人妻を後から前から…（2月13日、デジタルドリーム）
- 新体操 GYMNASTIC GIRLS（5月14日、ビッグモーカル）
- 禁断欲情 義姉の匂い（7月23日、オンリー・ハーツ）
- 巨乳肉奴・檻へ 2（7月23日、ART Video）
- ECSTASY EXPLOSION（10月28日、オーロラプロジェクト）

2005年
- 童貞狩り学園 3（1月20日、ソフト・オン・デマンド）
- 美人バレリーナ 輪姦中出し陵辱レイプ 禁断のY字バランス（3月25日、ソフト・オン・デマンド）
- 奥さん、同窓会でっせ!! 4 「ほんまにスケベな奥さん達やな〜最高や〜!」（3月29日、コロナ社）
- 美人女教師・犯され体験 2（8月26日、TMクリエイト）
- 熟女コスプレ羞恥（9月25日、マドンナ）
- セレブ妻の変態セックス 3（11月25日、マドンナ）

2006年
- 〜禁断の性〜 友達の母 42（5月25日、マドンナ）
- 女教師たちの乱れ泣き 3（7月25日、TMクリエイト）

2008年
- 不倫妻たちの燃える欲望、疼く陰唇! 「家庭も大事!でも夫以外の男性は最高よ」（1月26日、コロナ社）

2009年
- ヒロイン洗脳Vol.07 宇宙捜査官エンジェルハート編（12月25日、GIGA）

## 小島美奈
2004年
- 素人女子校生［CLASS-A］phase14（10月15日、ビッグモーカル）

2005年
- 処罰〜狙われたキャプテン達〜（1月25日、イマージュ）
- 恥辱肛門診察室 アナル処女徹底解剖フィルムNO.7（4月15日、プレステージ）

## 中村優花
2003年
- 素人カレンダー04（2月20日、ワープエンタテインメント）

## 及川ひな多
2006年
- ナイスボディ12連発!! 3時間SPECIAL（8月18日、クリスタル映像）

2007年
- 世間によくある禁親相姦（12月1日、FAプロ）

2008年
- 人生劇場 兄嫁の下着でマスかく弟/亭主と舅を両天秤の嫁/売春で捕まった女房（8月13日、FAプロ）
- ヘンリー塚本ワールド 女子学生と中年男 接吻性行為（8月25日、FAプロ）
- 世間によくあるただれた関係 兄と妹(義）/義父と娘/男と母娘（9月13日、FAプロ）
- 女子学生 成績優秀家出娘 /処女喪失は12才、義父との地獄/中年男と同棲する18才（9月25日、FAプロ）
- あ〜中年男 隣りの嫁とやりたい/隣りの女房とやりたい/若い娘とやりたい（10月13日、FAプロ）
- 早熟 女の人生 処女喪失は12才の愛子/妊娠は16才の育美/結婚は17才の聖子（10月25日、FAプロ）
- 好色女たちの悦楽も哀しみも幾年月…（11月13日、FAプロ）
- 六畳間のエロ本 おっぱいとおさげとパンティー（11月25日、FAプロ）
- 昭和のSEX 母・妻・姉・妹・先生（12月25日、FAプロ）

2009年
- どうせこの世は男と女 あ〜 やりたい…/やられたい…（1月13日、FAプロ）
- 夫以外の男とのSEX 連れ子の息子/コンビニ店長/クリーニング屋/ナンパされ行きずりの男（3月25日、FAプロ）
- 眠らせて暴行 クロロホルム/睡眠薬/アルコール（4月13日、FAプロ）
- 色っぽい好き者嫁 マスターベーション/亭主とする長い長いSEX/お父様の竿をくわえ込む（4月25日、FAプロ）
- あ〜 いくう〜/いっちゃう〜/だめえ〜/死ぬう〜 この世の天国（4月25日、FAプロ）
- 女・性の悩み（7月13日、FAプロ）
- ゴムをはめないナマナマしい情事（11月25日、FAプロ）
- 現代肉欲劇場 禁親相姦名作集（12月25日、FAプロ）

## 久住みはる
2009年
- RUBBER LOVER No.09（5月1日、SUPER SONIC SATELLITES）
- 昭和ブルーフィルム 7 下宿屋未亡人の飢えた性/貧乏人夫婦のアパート性生活/幸せとSEXと禁親相姦（6月10日、FAプロ）
- 裏・本番!!人妻デリヘル 〜中出し編〜 Part3（6月15日、フォーエバー）
- ソレを待ちきれない女たち（10月10日、FAプロ）
- レイプの夏 一人歩きの女を襲う/アベック襲撃事件/2人組に襲われた女（10月25日、FAプロ）
- 好色DNA（11月25日、FAプロ）

### ヌードイメージビデオ
小島三奈 名義
- ときめきランジェリー・プリンセス19（発売日不明、金銀財宝社）
- 現役プリマ超開脚ヌード アラベスク（2004年2月13日、デジタルグラビア）
- SWAN（2004年6月18日、デジタルグラビア）

久住みはる 名義
- Pアイドル・シアター vol.1（2006年9月9日、LUCKMARK）

### ピンク映画
小島三奈 名義
- 小島三奈 声を漏らして感じて（2003年2月3日公開、オーピー映画）
- 痴漢義母 汚された喪服妻（2005年3月25日公開、新東宝映画）
- 痴漢妻 したたる愛汁（2005年7月1日公開、新東宝映画）
- ミスピーチ 巨乳は桃の甘み（2005年9月23日公開、オーピー映画）
- 老人と和服の愛人 秘密の夜這い部屋（2005年10月21日公開、エクセス）

久住みはる 名義
- OL空手乳悶 奥まで突き入れて（2009年10月23日公開、オーピー映画）

### 写真集
久住みはる 名義
- パイパン-アイドル絵日記シリーズ① みらくる（2006年11月15日、撮影:力武靖）

### 電子写真集
小島三奈 名義
- いちご白書（2003年1月16日、撮影:会田我路）
- ACROBATIC（2003年2月7日、撮影:会田我路）
- みな（2003年5月19日、撮影:会田我路）
- 楽園 みな＆ゆうな＆やよい＆りん（2003年5月26日、撮影:会田我路）
- Mina（2003年5月28日、撮影:会田我路）

### アダルトサイト
- ワンダフルワイフDX 久住みはる29歳